# Tá na Hora
Tá na Hora foi um telejornal brasileiro de apelo popular, exibido pelo SBT, que estreou no dia 18 de março de 2024 e saiu da programação no dia 1.º de agosto de 2025. Era apresentado por Dani Brandi.
Voltado à prestação de serviços, o Tá na Hora levava as últimas informações sobre o trânsito nas principais vias do Brasil, além de reportagens policiais e outros assuntos do cotidiano.

## História

### Antecedentes
O SBT lançou em 1991 o polêmico Aqui Agora, com a apresentação de Christina Rocha e Ivo Morganti, sendo pioneiro na geração de caracteres fixos na tela. A atração, além de conquistar grandes índices de audiência no final de tarde, era marcado com reportagens de alto teor sensacionalista, sendo extinto em 1997 devido a queda de audiência com o passar do tempo. O programa chegou a ser relançado em 2008 no seu formato original, mas agora tendo Luiz Bacci, Herbert de Souza, Christina Rocha e Joyce Ribeiro na apresentação, sendo substituídos respectivamente por César Filho, Analice Nicolau e Tânia Rodrigues. Mas diferente da versão de 1991, esta não obteve o mesmo sucesso e foi extinta sem aviso prévio com menos de dois meses no ar.
Em 2007, a emissora lançou o Jornal da Massa, com a apresentação de Ratinho e exibido no final da tarde. Diferente do Aqui Agora, o programa exibia algumas matérias humorísticas para satirizar algumas críticas ao governo. Apesar dos bons índices, o jornal foi cancelado em agosto do mesmo ano após sete meses no ar devido ao fato do apresentador titular comandar o programa Você é o Jurado. Em 2009, o mesmo seria relançado, mas como telejornal local da Rede Massa, afiliada do SBT no Paraná, sendo extinto em 2014.
Também em 2007, o SBT lançava o SBT Manchetes, mas que tinha boa parte de seu tempo como telejornal local e contava com a interação com os telespectadores utilizando chamadas telefônicas. O programa tinha como apresentadores Carlos Nascimento e Cynthia Benini, além de contar com César Filho, Analice Nicolau, Joyce Ribeiro e Hermano Henning como apresentadores eventuais, ficando no ar apenas em outubro, sendo retirado em novembro devido aos baixos índices e tendo seu espaço coberto pelo seriado Chaves.
Em 2009, novamente usando o final da tarde, a emissora lançaria o Boletim de Ocorrências, com a apresentação de César Filho e Joyce Ribeiro, mas que seria extinto no dia 31 de dezembro de 2010 devido aos baixos índices, sendo substituído pelo Cinema em Casa.
Em 2013, foi lançada a terceira versão do SBT Notícias, sob a apresentação de Neila Medeiros, mas também durando pouco tempo na grade devido a baixa audiência no final da tarde, sendo substituído por enlatados.

### Produção
Apesar das tentativas no passado, Silvio Santos sempre manifestou um desejo de exibir um telejornal policial no final da tarde, usando os moldes do Cidade Alerta e do Brasil Urgente. Já havia alguns boatos sobre o assunto em 2017, quando o empresário pensava em promover Marcão do Povo para o horário nobre devido ao bom rendimento no Primeiro Impacto, em 2018 quando lançou uma edição local do SBT Brasil com a apresentação de Rachel Sheherazade, mas durando apenas uma semana e em 2020 quando Datena chegou a ser sondado pelo SBT para assumir um programa policial.
Em dezembro de 2023, o SBT anunciou a sua nova programação para o ano de 2024 e confirmou a criação de um jornal popular para o final da tarde, substituindo as novelas mexicanas exibidas desde 2014 na faixa. Entre os primeiros nomes cotados, estavam o de Christina Rocha, Chris Flores e Leo Dias. No dia 30 do mesmo mês, Christina Rocha em um vídeo publicado para o público, confirmou que apresentaria o novo telejornal, sob o título provisório de Agora é Aqui. Em 5 de janeiro de 2024, Marcão do Povo foi confirmado como apresentador do programa, junto com Christina, apresentando um desempenho superior ao de Paulo Mathias, que chegou a fazer os testes. Mathias posteriormente seria confirmado como o apresentador do matinal Chega Mais.
Outros nomes cogitados foram Tá na Mesa e "Novo" Aqui Agora. Posteriormente, a emissora anunciou Tá na Hora como título definido.
Para compor a equipe de repórteres e comentaristas do programa, o canal anunciou as contratações de Comandante Hamilton, Emerson Tchalian, Lucas Carvalho, Márcia Fu, Macedão, Magdalena Bonfiglioli, Rafael Batalha e Toninho Tornado.

### Estreia e mudanças
O programa estreou em 18 de março de 2024. Em menos de um mês no ar, Christina Rocha deixou o comando do programa a pedido próprio por não ter conseguido se adaptar ao formato, mostrando descontentamento nos bastidores. A última edição com Rocha foi ao ar em 5 de abril de 2024 e a mesma já havia se ausentado da atração no dia 8 por questões familiares, com Marcão assumindo sozinho o jornal.
Em seu lugar, foi colocada a ex moça do tempo e apresentadora das edições de sábado do SBT Brasil, Márcia Dantas, com a mudança passando a valer no dia 17 de abril. Márcia ficaria no programa até o dia 21 de outubro, quando tirou férias para focar no seu casamento. No entanto, em 6 de novembro, o SBT anuncia que Dantas deixaria o programa e passaria a apresentar uma nova atração na emissora a partir de 2025. Com isso, Marcão acabou ficando sozinho no comando do policialesco. Posteriormente, Márcia assumiria o comando do bloco jornalístico do Chega Mais no dia 18.
Em 5 de novembro, o SBT chegou a anunciar que o programa passaria a ser exibido das 17h15 ás 18h em rede nacional, enquanto que as edições locais seguiriam na faixa das 18h30 ás 19h45, exceto em São Paulo e emissoras sem programação noturna, onde a faixa regional continuaria das 18h ás 18h30. Os horários vagos (18h ás 18h30 nas emissoras com programação local e 18h30 ás 19h45 nas praças sem programação local) seriam ocupados pelo seriado mexicano Chaves. No entanto, no dia 12, as mudanças foram suspensas a pedido das afiliadas, mantendo o programa no horário normal.
No dia 4 de dezembro, o SBT anuncia a contratação de José Luiz Datena, fazendo com que Marcão do Povo ficasse à frente da atração até o dia 6, enquanto que no dia 9, Datena assumiria o comando da atração, ganhando um novo formato, ficando mais factual, e Marcão retornaria ao Primeiro Impacto. Outra mudança foi na direção, com Paulo Carvalho assumindo o posto, enquanto que Letícia Fores passa a dirigir o matinal. Com a entrada do novo apresentador, surgiu alguns boatos que a atração seria renomeada para Aqui Agora, mas a emissora optou por manter o nome do jornalístico.
No dia 1.° de maio de 2025, o senador e apresentador Jorge Kajuru (PSB-GO), em entrevista à Veja, afirmou que Datena estaria insatisfeito com os rumores de que o Tá na Hora perderia espaço na programação e deixaria de ser nacional e teria pedido para sair do SBT após quatro meses na emissora. Além disso, uma suposta questão envolvendo seus familiares, já que o apresentador enfrentava Joel Datena no mesmo horário através do Brasil Urgente, teria pesado na decisão e que o próximo caminho do jornalista seria a RedeTV!, de onde Datena trabalhou em 2002 através do Repórter Cidadão.
Datena, o SBT e a RedeTV!, de início, negaram as informações ditas por Kajuru e o próprio apresentou o programa normalmente no dia seguinte aos boatos (2 de maio), mas em tom de despedida, aumentando ainda mais as especulações. Datena inclusive estaria no SBT na data do suposto almoço (29 de abril) com os proprietários da RedeTV!. Após não esclarecer as informações sobre a possível saída, causando um mal estar entre a direção da emissora e Daniela Beyruti, Datena teve o contrato com o SBT rescindido e foi substituído já no dia 3 de maio por Daniele Brandi. O apresentador até então escolhido para o programa foi Felipe Macedo, mais conhecido como Macedão da Chinelada, que assumia também a função de repórter do programa e comandava a edição paranaense do Tá na Hora. No entanto, enquanto Macedo seguia cumprindo compromissos comerciais na TV Cidade, em Londrina, Brandi foi efetivada no programa. Macedo só assumiria o Tá na Hora na companhia de Dani a partir do dia 3 de junho, sendo oficializado no dia 9. Porém, Macedão deixaria o programa na edição seguinte, colocando Brandi sozinha novamente.

### Edição de sábado
Em 1.º de fevereiro de 2025, o SBT levou ao ar uma edição extraordinária do programa na noite de sábado para cobrir os estragos da chuva em São Paulo, tendo duração de 30 minutos e sendo exibido das 19h15 às 19h45 nas cidades sem programação local. Com a boa repercussão, apesar de não ter alterado muito os índices da faixa que exibia uma reprise do Circo do Tiru, a emissora decidiu fixar o programa também aos sábados, cobrindo o espaço da atração anterior (18h às 19h45) que foi encerrada após o cancelamento da produção da segunda temporada, apesar da sua renovação, estreando no dia 1.º de março.

### Fim
Com a baixa audiência, sempre oscilando entre 2 e 3 pontos em São Paulo, além de outras localidades e acumulando derrotas para a Band, o SBT passou a discutir a extinção do programa e cobrir o espaço com as telenovelas mexicanas, que eram exibidas entre 2014 e 2024 na faixa ocupada pelo Tá na Hora. Outra probabilidade foi manter o telejornal, mas sendo transmitido apenas para São Paulo e algumas localidades sem programação local. Em 7 de maio de 2025, o SBT havia confirmado o fim da atração e a sua substituição pela nova versão do Aqui Agora, previsto inicialmente para 9 de junho, assim como a edição de sábado foi substituída pela sexta versão do SBT Notícias a partir do dia 31 de maio. A última edição do programa iria ao ar no dia 6 de junho, mas a marca seguiu mantida apenas em algumas localidades. No entanto, o SBT optou por adiar a estreia do Aqui Agora no dia 5 por conta de ajustes no formato e o Tá na Hora permaneceu por mais um tempo na programação sendo exibido de segunda a sexta. Devido aos problemas de bastidores envolvendo o jornalista Macedão, o Aqui Agora acabou sendo definitivamente cancelado e o Tá na Hora voltou a ser transmitido nacionalmente a partir do dia 16.
Todavia, em 21 de julho de 2025, o telejornal voltou a ser transmitido somente para São Paulo e praças sem programação local em favor do seriado mexicano Chaves, retornando à faixa das 18h30 às 19h45. O SBT também confirmou o seu encerramento definitivo a partir de agosto e seria substituído pela reprise de Rubí e por um novo telejornal, durando apenas 25 minutos. Por fim, a última edição foi ao ar no dia 1.° de agosto e o espaço acabou sendo ocupado pelo Aqui Agora, que havia sido suspenso em junho.

## Controvérsias

### Cobertura das enchentes no Rio Grande do Sul em 2024
Durante uma entrada ao vivo no dia 6 de maio de 2024, a apresentadora Márcia Dantas, que estava como repórter especial do SBT na cobertura das enchentes no Rio Grande do Sul, exibiu um flagrante de um caminhão sendo impedido de acessar a entrada de Porto Alegre por supostamente não apresentar nota fiscal. Segundo a entrevista de Márcia com um dos aplicadores e o motorista, a ação aconteceu por uma determinação da Agência Nacional de Transportes Terrestres (ANTT) e do governo do Rio Grande do Sul. No entanto, as imagens gravadas do flagrante, que deram base a uma reportagem que foi ao ar no dia seguinte (7), não esclareceu que a aplicação da multa, na verdade, foi por excesso de peso no veículo. Após a repercussão do caso, o G1 desmentiu a informação trazida por Dantas ao Tá na Hora, assim como o apresentador da Record, Reinaldo Gottino, em uma rede social, e alguns apresentadores da TV Globo durante seus telejornais.
Em 8 de maio, durante o Chega Mais, Márcia Dantas se defendeu dos ataques sofridos nas redes sociais. Após a polêmica, o SBT removeu as íntegras do programa dos dias 6 e 7 de maio no YouTube e nas redes sociais da emissora e emitiu uma nota defendendo a apresentadora do Tá na Hora e a matéria exibida no jornalístico e também esclareceu que a remoção foi realizada após ser apontado um equívoco na abordagem do ocorrido, além do excesso de posição ideológica do apresentador Marcão do Povo. O Governo Federal, através do Secretário Especial de Comunicações, Paulo Pimenta (PT-RS), anunciou que tomaria providências contra o SBT. A matéria do portal F5, ligada ao jornal Folha de S.Paulo, lembrou que houve uma mudança na linha editorial da emissora com a troca na direção de jornalismo, agora sob o comando de Luiz Weber, que poderia se aproximar de grupos ligados à direita, em boa parte sendo oposição ao terceiro governo Lula, indo de contra uma política interna do canal que adotava um lado governista. A ANTT informou que as multas que haviam sendo aplicadas, bem como os pedágios em estradas gaúchas, foram suspensos.

### Ausência de Márcia Fu
Durante a edição do dia 29 de julho de 2024, a comentarista e repórter do programa, Márcia Fu, precisou deixar o programa antes de ir ao ar após sentir fortes dores por conta de uma crise de hérnia de disco. No estúdio, Márcia Dantas informou que Fu teria desmaiado em casa e sendo levada às pressas ao hospital, segundo informações da assessoria da ex-jogadora de vôlei. Porém, a ex-A Fazenda em uma postagem no X, informou que já estava no SBT quando passou mal e que por recomendações médicas, teve que entrar em repouso, mas que não desmaiou em momento algum. No dia 23 de agosto, Márcia pede demissão do SBT. Segundo a revista Contigo!, Fu teria se sentido desrespeitada pela emissora com o anúncio de sua internação. Porém, a agora ex-integrante do programa nega as informações deixadas pelo portal e garante que saiu do SBT para se dedicar aos projetos digitais.

## Repercussão

#### Audiência
Em seu programa de estreia, registrou 3,9 pontos, mas diminuindo a vantagem contra a Band, principal concorrente do final da tarde e no início da noite, que ficou com 4 pontos na faixa horária total da atração, oscilando entre o terceiro e quarto lugar. Em 26 de março, vence pela primeira vez a Band na média geral registrando 3,4 pontos contra 2,9 da concorrente, sendo superada por apenas três minutos.
Impulsionado pelo jogo de volta da semifinal da Liga dos Campeões da UEFA de 2024–25 entre Internazionale e Barcelona, em 6 de maio de 2025, o programa registrou a sua maior audiência desde a estreia com 4,2 pontos.

## Versões locais
Algumas afiliadas e emissoras próprias do SBT ainda produzem a versão local do telejornal para suas respectivas regiões. Com o fim do programa, algumas versões foram extintas gradualmente.
| Cidade              | Emissora                   | Estreia | |
| ------------------- | -------------------------- | --- | --- |
| Porto Alegre        | SBT RS                     | Em 18 de março de 2024, mesma data de estreia da versão nacional, a emissora estreou o Tá na Hora Rio Grande, com a apresentação de André Haar. | |
| Florianópolis       | SCC SBT                    | A emissora estreou o Tá na Hora SC, com a apresentação de Clayton Ramos e Gabrielle Ravasco. | |
| Curitiba            | Rede Massa Curitiba        | A emissora estreou o Tá na Hora Paraná, com a apresentação de Douglas Bandeira e Giselle Camargo. | |
| Maringá             | Rede Massa Maringá         | A emissora estreou o Tá na Hora Paraná, com a apresentação de Fernando Rípoli. | |
| Londrina            | Rede Massa Londrina        | A emissora estreou o Tá na Hora Paraná, com a apresentação de Felipe Macedo. | |
| Ponta Grossa        | Rede Massa Ponta Grossa    | A emissora estreou o Tá na Hora Paraná, com a apresentação de Andressa Borges. | |
| Foz do Iguaçu       | Rede Massa Foz do Iguaçu   | A emissora estreou o Tá na Hora Paraná, com a apresentação de Ricardo Nascimento. | |
| São José dos Campos | TV Thathi Vale             | A emissora estreou o Tá na Hora Vale, com a apresentação de Vinicius Valverde. | |
| Rio de Janeiro      | SBT Rio                    | A emissora estreou o Tá na Hora Rio, com a apresentação de Clóvis Monteiro. | |
| Belo Horizonte      | TV Alterosa Belo Horizonte | A emissora estreou o Tá na Hora Minas, com a apresentação de Álvaro Damião. | |
| Campo Grande        | SBT MS                     | A emissora estreou o Tá na Hora MS, com a apresentação de Keila Mesquita e Eder Campos. | |
| Goiânia             | TV Serra Dourada           | A emissora estreou o Tá na Hora Goiás, com a apresentação de Sandes Júnior. | |
| Brasília            | SBT Brasília               | A emissora estreou o Tá na Hora DF, com a apresentação de Kenzô Machida. | |
| Maceió              | TV Ponta Verde             | A emissora estreou o Tá na Hora Alagoas, com a apresentação de Wescley Costa. | |
| João Pessoa         | TV Tambaú                  | A emissora estreou o Tá na Hora Paraíba, com a apresentação de Lauro Lima. | |
| Natal               | TV Ponta Negra             | A emissora estreou o Tá na Hora RN, com a apresentação de Analyson Miqueias. | |
| São Luís            | TV Difusora São Luís       | A emissora estreou o Tá na Hora Maranhão, com a apresentação de Adalberto Melo e Amélya Cristina. | |
| Palmas              | TV Norte Tocantins         | A emissora estreou o Tá na Hora Tocantins. | |
| Macapá              | TV Amazônia                | A emissora estreou o Tá na Hora Amapá. | |
| Boa Vista           | TV Norte Boa Vista         | A emissora estreou o Tá na Hora Boa Vista, com a apresentação de Gabriela Garcia. | |
| Manaus              | TV Norte Amazonas          | A emissora estreou o Tá na Hora Amazonas, com a apresentação de Clayton Pascarelli. | |
| Porto Velho         | TV Norte Rondônia          | A emissora estreou o Tá na Hora Rondônia. | |
| Rio Branco          | TV Norte Acre              | A emissora estreou o Tá na Hora Acre. | |
| Vitória             | TV SIM                     | A emissora estreou o Tá na Hora ES, com a apresentação de Danielle Cariello e Andressa Missio. | |
| Araçatuba           | TH+ SBT Interior           | A emissora estreou o Tá na Hora Interior. | |
| Belém               | SBT Pará                   | A emissora própria do SBT no estado do Pará, com sede em Belém, fez uma reportagem no telejornal SBT Pará anunciando as novidades da sua programação em 2025, entre elas, a estreia da versão local do Tá na Hora. Porém, essa versão nunca chegou a ir ao ar. | A emissora própria do SBT no estado do Pará, com sede em Belém, fez uma reportagem no telejornal SBT Pará anunciando as novidades da sua programação em 2025, entre elas, a estreia da versão local do Tá na Hora. Porém, essa versão nunca chegou a ir ao ar. |